# Nannastacus sauteri
Nannastacus sauteri är en kräftdjursart som beskrevs av John Todd Zimmer 1921. Nannastacus sauteri ingår i släktet Nannastacus och familjen Nannastacidae. Inga underarter finns listade i Catalogue of Life.